# Янгі-Аул (Куюргазинський район)
Я́нгі-Аул (рос. Янги-Аул, башк. Яңауыл) — хутір у складі Куюргазинського району Башкортостану, Росія. Входить до складу Бахмутської сільської ради.
Населення — 15 осіб (2010; 18 в 2002).
Національний склад:
- башкири — 100%